# Fernando Cavenaghi
Fernando Cavenaghi (ur. 21 września 1983 w Buenos Aires) – argentyński piłkarz występujący na pozycji napastnika.

## Kariera Klubowa
Od 2011 roku gra w River Plate dokąd trafił z Girondins Bordeaux. Wcześniej grał w Club Atlético River Plate oraz Spartaku Moskwa. 26 marca 2008 roku w pojedynku z Egiptem zadebiutował w reprezentacji Argentyny. W sezonie 2008/2009 Cavenaghi wywalczył z zespołem mistrzostwo Francji. Został wypożyczony do Realu Mallorca na sezon 2010/2011, a wiosną 2011 był wypożyczony do SC Internacional. Latem 2011 wrócił do River Plate. Od 2012 roku jest piłkarzem Villarreal C.F.
| Sezon   | Klub                    | Kraj      | Rozgrywki        | Mecze | Bramki | Rozgrywki Europy                    | Mecze | Bramki |
| ------- | ----------------------- | --------- | ---------------- | ----- | ------ | ----------------------------------- | ----- | ------ |
| 2002/03 | River Plate             | Argentyna | Primera División | 33    | 19     | -                                   | -     | -      |
| 2003/04 | River Plate             | Argentyna | Primera División | 27    | 18     | -                                   | -     | -      |
| 2004    | Spartak Moskwa          | Rosja     | Priemjer-Liga    | 9     | 1      | -                                   | -     | -      |
| 2005    | Spartak Moskwa          | Rosja     | Priemjer-Liga    | 25    | 6      | -                                   | -     | -      |
| 2006    | Spartak Moskwa          | Rosja     | Priemjer-Liga    | 17    | 5      | Liga Mistrzów UEFA                  | 4     | 0      |
| 2006/07 | Girondins Bordeaux      | Francja   | Ligue 1          | 9     | 2      | -                                   | -     | -      |
| 2007/08 | Girondins Bordeaux      | Francja   | Ligue 1          | 23    | 15     | Liga Europy UEFA                    | 7     | 5      |
| 2008/09 | Girondins Bordeaux      | Francja   | Ligue 1          | 29    | 13     | Liga Mistrzów UEFA Liga Europy UEFA | 3 2   | 0 1    |
| 2009/10 | Girondins Bordeaux      | Francja   | Ligue 1          | 20    | 3      | Liga Mistrzów UEFA                  | 4     | 0      |
| 2010/11 | Girondins Bordeaux      | Francja   | Ligue 1          | 2     | 0      | -                                   | -     | -      |
| 2010/11 | RCD Mallorca (wyp.)     | Hiszpania | Liga BBVA        | 11    | 2      | -                                   | -     | -      |
| 2010/11 | SC Internacional (wyp.) | Brazylia  | Serie A          | 2     | 1      | -                                   | -     | -      |
| 2011/12 | River Plate             | Argentyna | Primera División | 37    | 19     | -                                   | -     | -      |
| 2012/13 | Villarreal CF           | Hiszpania | Liga Adelante    | 17    | 4      | -                                   | -     | -      |

Stan na: 11 stycznia 2013 r.